# Matthew Emmons

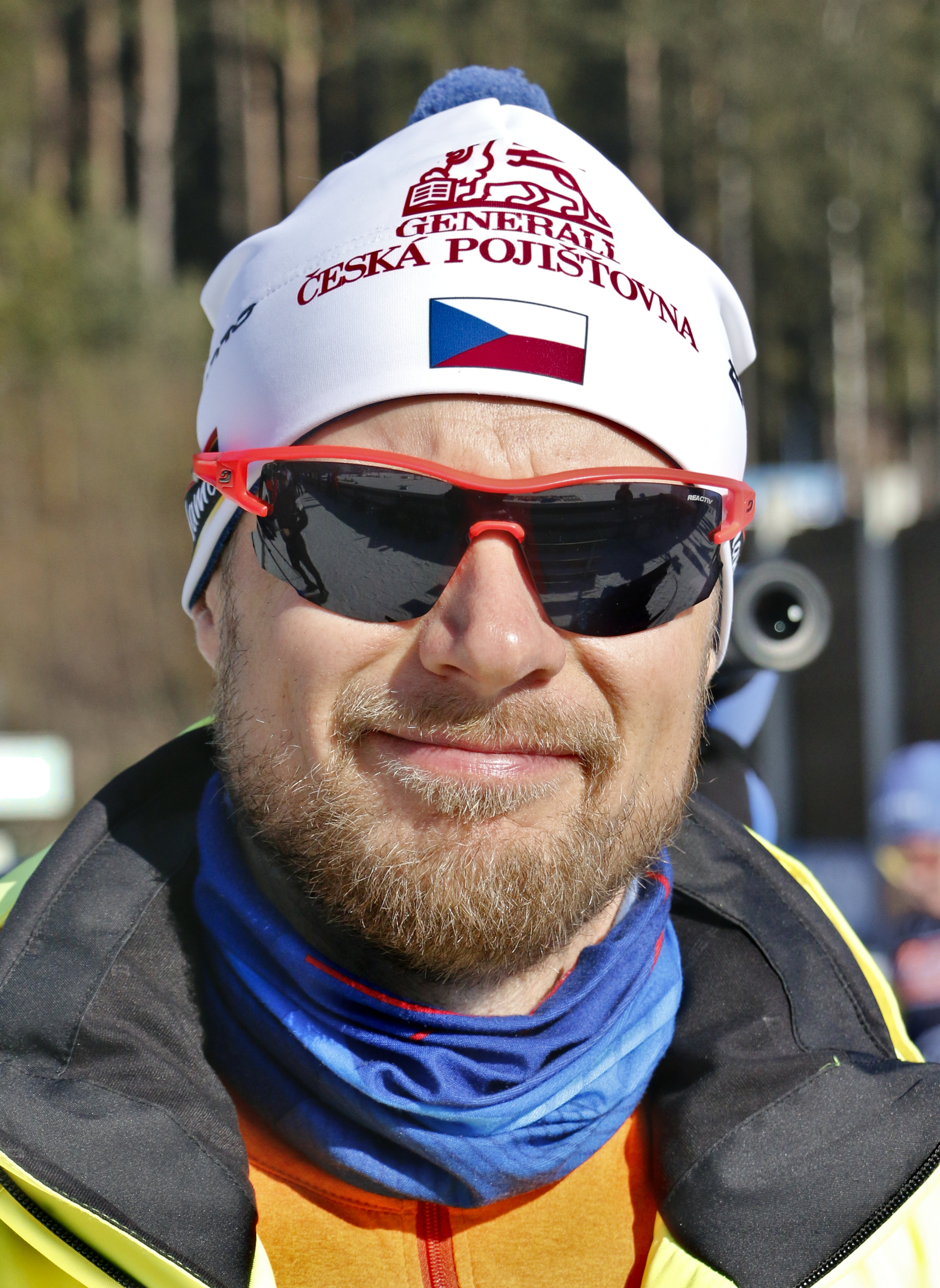
Matthew Emmons beim Biathlon-Weltcup 2023 in Nové Město na Moravě

Matthew K. Emmons (* 5. April 1981 in Mount Holly, New Jersey) ist ein ehemaliger US-amerikanischer Sportschütze und heutiger Biathlontrainer. Emmons hatte sich auf das Schießen mit dem Kleinkalibergewehr spezialisiert und wurde mit diesem 2004 Olympiasieger, schoss daneben aber auch mit dem Luftgewehr.

## Karriere
Matthew Emmons startete für das University of Alaska Rifle Team und in der deutschen Bundesliga ab der Saison 2010/2011 für Coburg, zuvor für Plattling. Erstmals nahm er 2004 in Athen an den Olympischen Spielen teil. Nachdem er als Neuntplatzierter mit dem Luftgewehr noch den Finaldurchgang knapp verpasst hatte, wurde er mit dem Kleinkalibergewehr im Dreistellungskampf Achter und gewann in seiner Paradedisziplin, dem liegenden Anschlag mit dem Kleinkaliber, die Goldmedaille. Auch 2008 in Peking lag er auf sicherem Goldkurs und führte im Dreistellungskampf bis vor dem letzten Schuss mit 3,3 Punkten, einem für das Sportschießen vergleichsweise großen Vorsprung. Diesen letzten Schuss verpatzte Emmons jedoch und schaffte nur eine 4,4. Der zweitschlechteste Schuss im Finale war eine 7,7. Schon in Athen hatte Emmons in dieser Disziplin auf Goldkurs liegend den letzten Schuss auf die Scheibe eines Konkurrenten abgegeben, was als 0 gewertet wurde. 2008 fiel er auf den vierten, 2004 auf den letzten Finalplatz zurück. Im Liegendanschlag gewann er hinter Artur Ajwasjan mit 701,7 Ringen die Silbermedaille. Im Finale der Olympischen Spiele 2012 in London gewann er im Dreistellungskampf die Bronzemedaille. Wie bei den beiden vorangegangenen Olympischen Spielen machte er beim letzten Schuss einen Fehler und rutschte durch diese 7,6 vom Silber- auf den Bronzerang.
Bei Weltmeisterschaften gewann Emmons 2006 im Liegendschießen mit der Mannschaft die Goldmedaille, dreimal gewann er ein Weltcupschießen. Zwischen 2000 und 2004 gewann er mit dem Team der University of Alaska die Teamtitel der  von der NCAA durchgeführten nationalen Meisterschaften.
Im September 2019 gab Emmons seinen Rücktritt vom aktiven Schießsport bekannt.

## Biathlon
Matt Emmons begann 2015 als Berater für den US-amerikanischen Biathlonverband zu arbeiten. Später nahm er als Schießtrainer eine größere Rolle ein. Im Frühjahr 2022 wechselte Emmons in seine Wahlheimat und wurde bis 2024 Assistenztrainer der tschechischen Nationalmannschaft der Männer an der Seite von Cheftrainer Michael Málek. Seit 2025 arbeitet er wieder als Trainer bei der amerikanischen Nationalmannschaft.

## Privates
Emmons ist mit der ehemaligen tschechischen Sportschützin Kateřina Emmons verheiratet, die er während der Spiele von Athen kennenlernte. Das Paar hat vier Kinder und lebt in Tschechien.